# دکل اچ-فریم

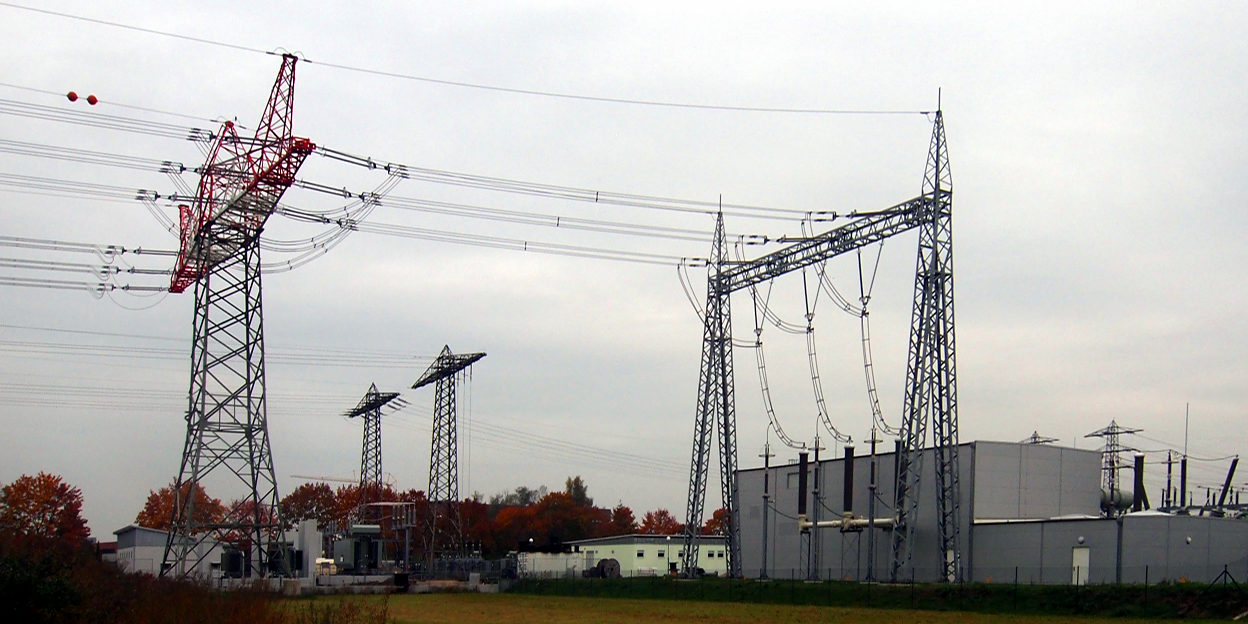
برج اچ-فریم
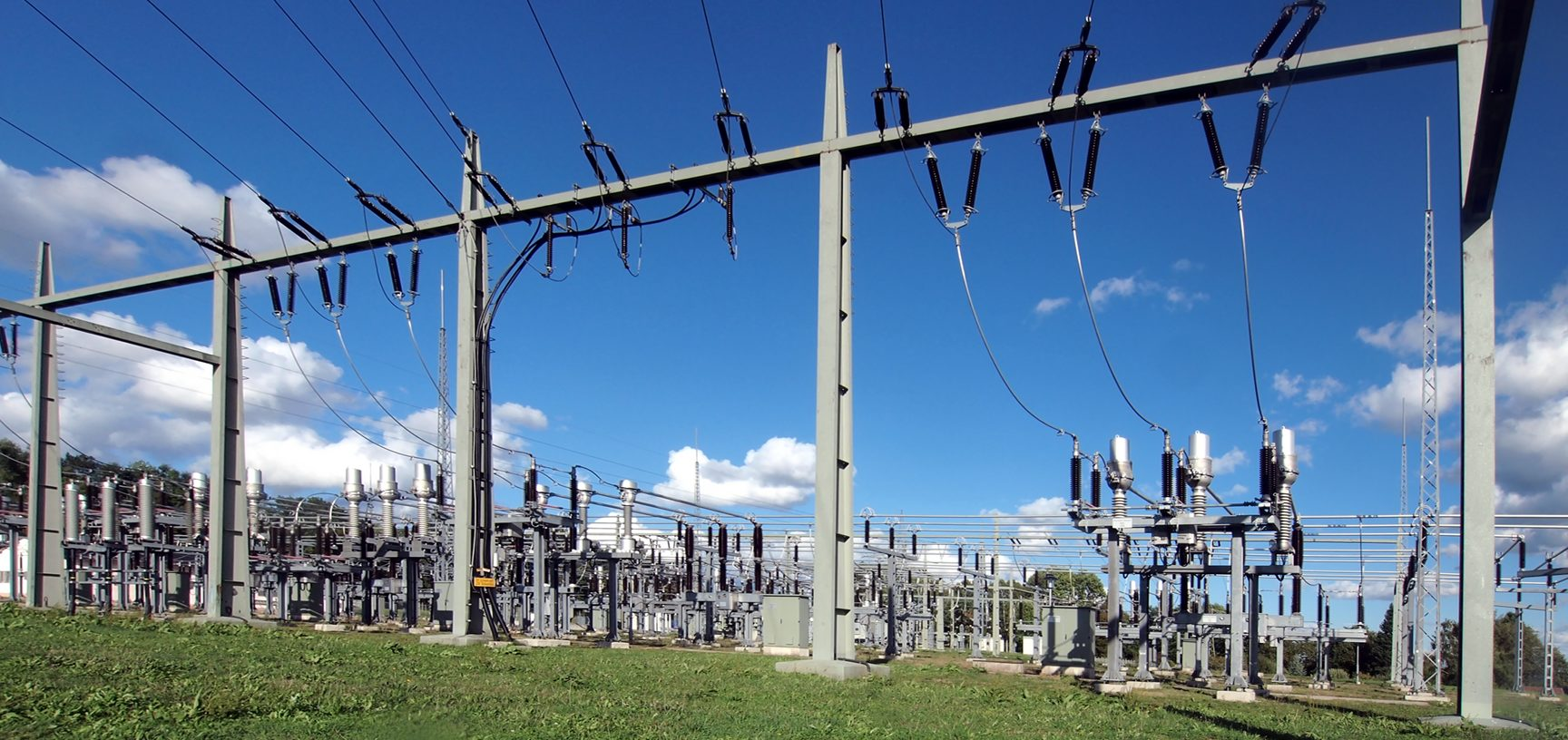
در خط انتقال ۱۱۰ کیلوولت

دکل اچ-فریم (انگلیسی: Anchor portal) یک سازه دروازه ای است که از خطوط برق هوایی در پست‌های برق پشتیبانی می‌کند. برج‌های اچ-فریم تقریباً همیشه از لوله فولادی یا اسکلت فلزی ساخته می‌شوند. این دکل‌ها برای متصل ساختن سیم به پست‌های برق یا موارد مشابه به کار می‌روند.